# Figueirão
Figueirão là một đô thị thuộc bang Mato Grosso do Sul, Brasil. Đô thị này có diện tích 4914,8 km², dân số năm 2007 là 3281 người, mật độ 0,67 người/km².